# Arjona (kommun i Colombia)
Arjona är en kommun i Colombia.   Den ligger i departementet Bolívar, i den norra delen av landet, 600 km norr om huvudstaden Bogotá. Antalet invånare är 60 407. Arean är 566 kvadratkilometer.
Terrängen i Arjona är varierad.